# Slusher-Nunatak
Der Slusher-Nunatak ist ein Nunatak im westantarktischen Ellsworthland. Im Hudson-Gebirge ragt er 8 km nördlich des Mount Moses auf.
Luftaufnahmen der US-amerikanischen Operation Highjump (1946–1947) dienten seiner Kartierung. Das Advisory Committee on Antarctic Names benannte ihn 1968 nach Harold E. Slusher, Meteorologe auf der Byrd-Station im Jahr 1967.